# Brutal death metal

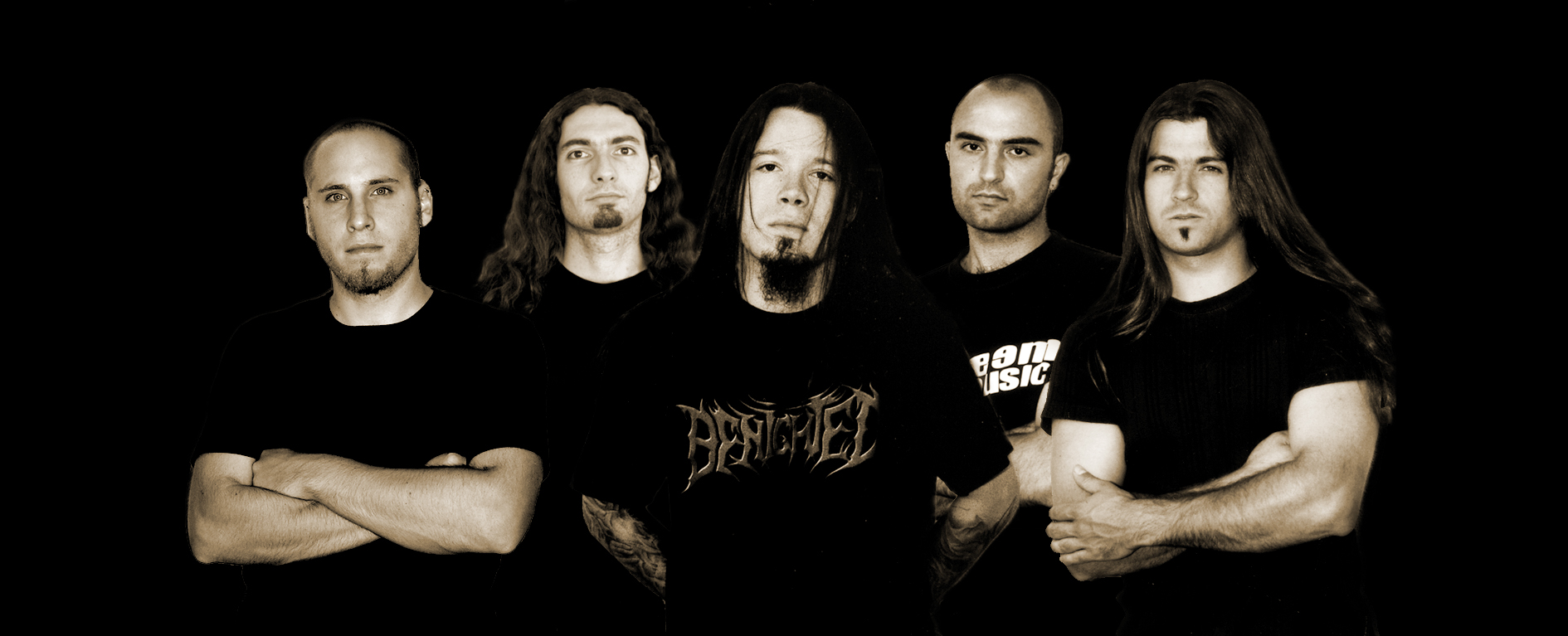
Kronos, franskt brutal death metal-band.

Brutal death metal eller Slam är en subgenre inom death metal och grindcore som bland annat karakteriseras av sin särskilda sångstil och speciella sångstruktur. Brutal death metal ligger ofta nära technical death metal, och många band kombinerar dessa båda stilar; några sådana exempel är Defeated Sanity, Disgorge, Cannibal Corpse, Disavowed och Malignancy. Suffocation är för många brutal death metalband en stor inspirationskälla tillsammans med Cannibal Corpse och för senare band även Disgorge.
En vanligt förekommande term inom brutal death metal är slam groove (böjningar av orden förekommer, till exempel Hyper Groove Brutality, Groovy Death Metal, Slamming Brutality etcetera). Slam groove betecknar ett spelsätt som utgörs av långa, kraftigt dämpade noter vilket skapar ett "gung" i musiken. Detta spelsätt brukar blandas in i låtar och kallas ofta för "breaks" då de ger ett avbrott i den snabba musiken (en viss likhet med breakdown i metalcore och deathcore). 
Devourment brukar räknas som det första "slam groove-bandet" då de vände på konceptet med breaks och började spela tung musik med inslag av extremt snabba partier ofta med så kallade one hand-rolls (en teknik som tillåter trummisen att spela 16-delsnoter med en hand). Andra band som har mycket slam groove i sina låtar är exempelvis Mortician, Digested Flesh, Abominable Putridity, Disconformity, Stabwound och Vomit Remnants.

## Grupper/band
- Abominable Putridity
- Aborted
- Bloodbath (melodisk)
- Brain Drill (teknisk)
- Brodequin
- Broken Hope
- Cannibal Corpse
- Carnal Engorement (teknisk brutal)
- Carnifex
- Cattle Decapitation
- Cephalotripsy
- Clitoridus Invaginatus
- Crimson Thorn
- Cryptopsy (teknisk)
- Deeds of Flesh
- Defeated Sanity
- Deicide
- Devourment
- Digested Flesh
- Disavowed
- Disconformity
- Disgorge
- Dying Fetus
- Encryptor
- Exmortem
- Fleshcrawl (melodisk)
- Godhate
- Gorerotted
- Homophobic Fecalpheliac
- Immersed in Blood
- Immolation
- Incantation
- Insision
- Inveracity
- Job for a Cowboy (deathcore)
- Katalepsy
- Kraanium
- Krisiun
- Malignancy
- Misery Index
- Monstrosity
- Mortician
- Necrophagist (teknisk)
- Necrotorture
- Nile (teknisk)
- Obituary
- Obliteration
- Severe Torture
- Sinister
- Six Feet Under
- Skinless
- Soils of Fate
- Suffocation (teknisk)
- Suicide Silence (deathcore)
- Throneaeon
- Tortured Conscience (teknisk)
- Torture Killer
- Trojan (deathcore och teknisk)
- Vile
- Stabwound
- Syn:drom
- Visceral Bleeding
- Vital Remains (även melodisk och black)
- Vomit Remnants
- Vomitory
- Vore
- Vulvectomy
- Wormed